# Danis intermedius
Danis intermedius är en fjärilsart som beskrevs av Ribbe 1899. Danis intermedius ingår i släktet Danis och familjen juvelvingar. Inga underarter finns listade i Catalogue of Life.